# Кућне гриње
Кућне гриње су паразити из типа зглавкара који живе у људском окружењу, на постељини, теписима и другим влакнастим материјалима. Једу перут и друге изумрле ћелије коже, као и разне друге органске материје. У природи, микропредатори и излагање директним сунчевим зрацима их убијају. Сматрају се једним од најчешћих узрока астме и алергијских обољења. Мирис ензима које гриње производе се најјаче може осјетити у напуњеним кесицама усисивача. Европске гриње (лат. Dermatophagoides pteronyssinus) и америчке гриње (лат. Dermatophagoides farinae) представљају двије различите врсте.

## Величина
Изумитељ микроскопа, Антон ван Левенхук, је 1694. године први пут видио ове организме. Најбоље се виде под микроскопом кад су добро освијетљене и на црној подлози. Типичне гриње су дуге око 420 µm и широке око 250 до 320 µm. И мушке и женске гриње су сферног облика, кутикуле крем боје са црним линијама. Могу се преносити ваздушним струјама проузрокованим обичним кућним активностима.

## Животни циклус
Животна граница мушких гриња је 20 до 30 дана, а опарена женска гриња може живјети и до 70 дана, и излећи 60 до 100 јаја у последњих 35 дана живота.
Из јајета се излеже ларва са шест ногу, и након периода од 20 до 30 дана, излијеже се одрасла гриња са осам ногу.
За седамдесет дана живота, женска гриња остави око 2000 честица фекалија и још већи број дјелимично ензимски инфицираних честица прашине.

## Станиште и храна
Гриње преживљавају у свим климатским условима, осим на великим надморским висинама, гдје је онемогућено размножавање. Неопходан услов за исхрану и размножавање гриња је релативна влажност ваздуха преко 60%. Када је влажност мања од оптималне, гриње функционишу спорије, на крају постају успаване и могу да умру. Никад не узимају воду устима, него је апсорбују из ваздуха.
Гриње бујају у окружењима попут кухиња, кревета и генерално кућном окружењу, гдје не допиру директне сунчеве зраке. Живе у постељини, душецима, намјештају и теписима, јер тако могу да се сакрију дубоко у шупљине и међу влакна, да би се боље заштитиле од сунчевог свјетла, усисивача и других опасности. Када су гладне и влажност је довољно висока, излазе на површину да покупе нову одумрлу ћелију коже.
Гриње се, генерално, хране свим врстама сићушних честица органске материје. Неке врсте преферирају ћелије људске коже, које представљају велики дио прашине у домаћинству; неке више воле честице тјестенина и брашно. Гриње немају желудац и највећи дио варења се обавља ван организма. Због тога луче ензиме и смјештају фунгус на честице да би свариле органску материју својим ензимима прије него што их оне унесу у организам. Гриње једу исту храну више пута, и сваки пут је само дјелимично сваре. Између два једења, честицу остављају да се још сама раствори. Честицу коју гриња више неће јести, научници називају фекалијом гриње. У просјеку, људско тијело одбаци око 1,5 g коже сваки дан (приближно 0,3-0,45 kg годишње), што је довољно да се нахрани око милион гриња под идеалним условима.

## Начини уклањања
Прање тканина чистом водом ће уклонити већину гриња. Температуре преко 60°C у периоду од једног сата такође обично убијају гриње, као и смрзавање. Усисивачи на пару разлажу сложене ензиме и смањују вјероватноћу појаве алергије.
Потребно је чешће бацати употријебљене кесице усисивача, јер гриње могу да изађу из кесице. Смањивање влажности у зраку користећи клима-уређаје смањује проблем, али чак и у сувим условима гриње могу преживјети и размножавати се у постељини (нарочито јастуцима) јер ту имају влажност као резултат људског дисања, знојења и пљувачке током неколико сати спавања дневно. Британски научник Стивен Претлов са универзитета Кингстон, након свог истраживања је потврдио да непоспремљени кревети, који се тако лакше суше, смањују број гриња.
Коришћење мање влакнастих завјеса и тепиха смањује број гриња јер им се самим тиме смањује укупна површина животног станишта.
Избјељивачи и јаки детерџенти не убијају гриње, иако хемикалије на бази бензил бензоата и танинске киселине могу да смање њихов број. Њихово коришћење је, међутим, ризично јер и сами могу да поспјеше алергије.

## Обољења
Дјелимично сварена храна и фекалије гриња су један од најзначајнијих узрока алергија и једино полен је чешћи узрок алергије од гриња. Ензим DerP1, који се налази у фекалијама гриња, је врло чест узрок алергијских реакција, а и само хитинско тијело гриње, која током раста одбацује честице кутикуле, је алергенс. 
Удисање гриња, њихових фекалија и ензима може проузроковати и астму, и имунотерапија може да помогне код лијечења. 
Гриње такође могу узроковати ринитис, конјуктивитис и дерматитис. Дужа изложеност коже протеинима у екскрементима гриња може да наруши одбрамбени систем коже и омогући улазак алергенаса и иританата, водећи ка упалама и сврабу коже или пруритису.